# Chengmai
Chengmai (澄迈县; pinyin:  Chéngmài Xiàn) er et amt i provinsen og øen Hainan i Folkerepublikken Kina.
I 1999 var folketallet på 461.103 indbyggere.
Amtet ligger ved Nandufloden sydvest for provinshovedstaden Haikou. Blandt amtets seværdigheder kan nævnes Dobbeltpagoden i landsbyen Meilang (Meilang shuang ta).
I området produceres der blandt andet Fushan-kaffe, kød og vandmeloner.